# Pigen fra Egborg
Pigen fra Egborg er en dansk film fra 1969 med manuskript og instruktion af Carl Ottosen. Handlingen i det romantiske lystspil foregår for en stor del på fiktive herregård Egborg (i virkeligheden Egholm nær Kirke Hyllinge på Sjælland).
Blandt de medvirkende kan nævnes:
- Dirch Passer
- Willy Rathnov
- Karl Stegger
- Sisse Reingaard
- Birgit Sadolin
- Ove Sprogøe
- Morten Grunwald
- Bent Vejlby
- Hans-Henrik Krause
- Gertie Jung
- Claus Ryskjær